# Phaedrotoma porterodedicata
Phaedrotoma porterodedicata är en stekelart som först beskrevs av Fischer 1983.  Phaedrotoma porterodedicata ingår i släktet Phaedrotoma och familjen bracksteklar. Inga underarter finns listade i Catalogue of Life.